# أوجست ديل
أوجست ديل (بالألمانية: August Diehl)‏ مواليد 4 يناير 1976 في برلين، ألمانيا، هو ممثل ألماني بدأ مسيرته الفنية عام 1998. واشتهر عالما بأدوراه في أفلام أوغاد مجهولون وسولت بالإضافة إلى دوره الرئيسي في الفيلم النمساوي الحائز على جائزة الأوسكار المزورون.

## الأعمال

### أفلام
- 2007: المزورون
- 2009: أوغاد مجهولون
- 2010: سولت
- 2013: قطار المساء إلى لشبونة
- 2017: الشاب كارل ماركس

## روابط خارجية
- أوجست ديل على موقع IMDb (الإنجليزية)
- أوجست ديل على موقع روتن توميتوز (الإنجليزية)
- أوجست ديل على موقع مونزينجر (الألمانية)
- أوجست ديل على موقع قاعدة بيانات الأفلام العربية
- أوجست ديل على موقع ألو سيني (الفرنسية)
- أوجست ديل على موقع ميوزك برينز (الإنجليزية)
- أوجست ديل على موقع أول موفي (الإنجليزية)
- أوجست ديل على موقع قاعدة بيانات الأفلام السويدية (السويدية)
- أوجست ديل على موقع ديسكوغز (الإنجليزية)
- أوجست ديل على موقع قاعدة بيانات الفيلم (الإنجليزية)